# Championnats d'Europe juniors d'athlétisme 2025
Navigation
2023 2027
La 28e édition des championnats d'Europe juniors d'athlétisme se déroule au Stade de Tampere à Tampere, en Finlande, du 7 au 10 août 2025.

## Résultats

### Hommes
| Épreuves                                    | Or                                                                                      | Argent                                                                                 | Bronze                                                                                     |
| ------------------------------------------- | --------------------------------------------------------------------------------------- | -------------------------------------------------------------------------------------- | ------------------------------------------------------------------------------------------ |
| 100 m (vent : - 0,7 m/s)                    | Ander Garaiar 10 s 40                                                                   | Jozuah Revierre 10 s 47                                                                | Non attribuée                                                                              |
| 100 m (vent : - 0,7 m/s)                    | Ander Garaiar 10 s 40                                                                   | Teddy Wilson 10 s 47                                                                   | Non attribuée                                                                              |
| 200 m (vent : - 2,9 m/s)                    | Diego Nappi 20 s 77                                                                     | Pedro Afonso 20 s 85                                                                   | Oriol Sánchez 21 s 03                                                                      |
| 400 m                                       | Conor Kelly 45 s 83 (NU20R)                                                             | Milann Klemenic 46 s 44                                                                | Ondřej Loupal 46 s 62                                                                      |
| 800 m                                       | Rafferty Mirfin 1 min 48 s 09                                                           | Tom Waterworth 1 min 48 s 20                                                           | Aarón Ceballos 1 min 48 s 74                                                               |
| 1 500 m                                     | Håkon Moe Berg 3 min 47 s 36                                                            | Andreas Dybdahl 3 min 47 s 95                                                          | Elliot Vermeulen 3 min 48 s 03                                                             |
| 3 000 m                                     | Håkon Moe Berg 8 min 43 s 20                                                            | Kristers Kudlis 8 min 45 s 56                                                          | Karl Ottfalk 8 min 46 s 43                                                                 |
| 5 000 m                                     | Willem Renders 14 min 14 s 59                                                           | Karl Ottfalk 14 min 14 s 78 (SB)                                                       | Magnus Øyen 14 min 15 s 32                                                                 |
| 110 mètres haies (99 cm) (vent : + 0,6 m/s) | Matteo Togni 13 s 27 (NU20R)                                                            | Hristiăn Kasabov 13 s 31 (NU20R)                                                       | Matyáš Zach 13 s 33                                                                        |
| 400 mètres haies                            | Michal Rada 48 s 78 (CR-NU20R)                                                          | Iker Moreno 49 s 66 (NU20R)                                                            | Quinten de Vos 50 s 46 (NU20R)                                                             |
| 3 000 m steeple                             | Kiyasettin Kara 8 min 43 s 75 (NU20R)                                                   | Martí Torregrossa 8 min 45 s 20 (PB)                                                   | Andrés Lara 8 min 45 s 53 (PB)                                                             |
| 4 × 100 m                                   | France - Gaël Delaumenie - Lenny Chanteur - Hugo Jacquet-Dzong - Ylann Bizasene 39 s 57 | Allemagne - Enzo Kieß - Louis Schuster - Felix Schulze - Jakob Kemminer 39 s 78        | Pologne - Aleksander Wojtasik - Adrian Lepionka - Marcin Tabaka - Sebastian Libura 40 s 17 |
| 4 × 400 m                                   | Tchéquie - Ondřej Loupal - Lukáš Mareš - Tomáš Horák - Michal Rada 3 min 5 s 79 (NU20R) | Espagne - Iker Moreno - Aarón Gastón - Helio Marco - Óscar Crespo 3 min 6 s 83 (NU20R) | Italie - Destiny Omodia - Daniele Salemi - Diego Mancini - Simone Giliberto 3 min 7 s 39   |
| 10 000 m marche                             | Joan Querol 39 min 10 s 04 (CR-NU20R)                                                   | Giuseppe Disabato 39 min 20 s 87 (NU20R)                                               | Daniel Monfort 39 min 50 s 77 (PB)                                                         |
| Saut en hauteur                             | Elijah Pasquier 2,25 m (NU20R)                                                          | Otis Poole 2,19 m                                                                      | Jin van der Lee 2,16 m (PB)                                                                |
| Saut à la perche                            | Axel Rogö 5,45 m (PB)                                                                   | Zackaria Dia 5,40 m (PB)                                                               | Ylio Philtjens 5,30 m                                                                      |
| Saut à la perche                            | Axel Rogö 5,45 m (PB)                                                                   | Zackaria Dia 5,40 m (PB)                                                               | Paweł Pośpiech 5,30 m                                                                      |
| Saut en longueur                            | Petr Meindlschmid 7,89 m (SB)                                                           | Daniele Leonardo Inzoli 7,69 m                                                         | Luka Bošković 7,69 m                                                                       |
| Triple saut                                 | Francesco Efeosa Crotti 15,93 m (PB)                                                    | Emre Çolak 15,75 m (PB)                                                                | Zinga Barbosa Firmino 15,71 m                                                              |
| Lancer du poids (6 kg)                      | Jarno van Daalen 21,07 m                                                                | Aatu Kangasniemi 20,82 m (PB)                                                          | Jakub Rodziak 19,37 m (PB)                                                                 |
| Lancer du disque (1,75 kg)                  | Jarno van Daalen 63,18 m                                                                | Jakub Rodziak 62,90 m (PB)                                                             | Zsombor Dobó 62,26 m                                                                       |
| Lancer du marteau (6 kg)                    | Ármin Szabados 82,91 m                                                                  | Mico Lampinen 74,67 m (PB)                                                             | Aatu Kangasniemi 74,41 m                                                                   |
| Lancer du javelot                           | Rafael Mahiques 76,30 m                                                                 | Oskar Jänicke 76,17 m (PB)                                                             | Roch Krukowski 76,01 m (PB)                                                                |
| Décathlon                                   | Hubert Trościanka 8 514 pts (WU20R)                                                     | Luuk Pelkmans 8 293 pts (NU20R)                                                        | Leon Krummenacher 7 972 pts (PB)                                                           |

### Femmes
| Épreuves                            | Or | Argent                                                                                        | Bronze                                                                                            |
| ----------------------------------- | --- | --------------------------------------------------------------------------------------------- | ------------------------------------------------------------------------------------------------- |
| 100 m (vent : - 0,1 m/s)            | Kelly Doualla Edimo 11 s 22                                                                              | Mabel Akande 11 s 41                                                                          | Uliana Stepaniuk 11 s 53                                                                          |
| 200 m (vent : - 2,0 m/s)            | Judith Bilepo Mokobe 23 s 40                                                                             | Lucy Tallon 23 s 49                                                                           | Terezie Táborská 23 s 49                                                                          |
| 400 m                               | Charlotte Henrich 51 s 68 (PB)                                                                           | Johanna Martin 52 s 00                                                                        | Anastazja Kuś 52 s 23                                                                             |
| 800 m                               | Jana Marie Becker 2 min 1 s 67                                                                           | Živa Remic 2 min 1 s 76 (NU18R)                                                               | Lorenza De Noni 2 min 1 s 86                                                                      |
| 1 500 m                             | Lyla Belshaw 4 min 14 s 59                                                                               | Carmen Cernjul 4 min 15 s 00                                                                  | Isobelle Jones 4 min 16 s 16 (PB)                                                                 |
| 3 000 m                             | Innes FitzGerald 8 min 46 s 39                                                                           | Carmen Cernjul 9 min 8 s 87                                                                   | Wilma Bekkemoen Torbiörnsson 9 min 10 s 70                                                        |
| 5 000 m                             | Innes FitzGerald 15 min 9 s 04                                                                           | Edibe Yağiz 15 min 43 s 60 (PB)                                                               | Julia Ehrle 15 min 44 s 06 (PB)                                                                   |
| 100 mètres haies (vent : - 1.5 m/s) | Jil Sanchez 13 s 24                                                                                      | Melissa Benfatah 13 s 29                                                                      | Alessia Succo 13 s 32                                                                             |
| 400 mètres haies                    | Alexandra Ștefania Uţă 55 s 55 (CR-PB)                                                                   | Méta Tumba 55 s 56 (NU20R)                                                                    | Viola Hambidge 56 s 71 (NU20R)                                                                    |
| 3 000 m steeple                     | Andrea Nygård Vie 9 min 57 s 59                                                                          | Jule Jutta Lindner 9 min 58 s 77                                                              | Ema Berková 10 min 9 s 71 (PB)                                                                    |
| 4 × 100 m                           | Italie - Alice Pagliarini - Elisa Valensin - Margherita Castellani - Kelly Doualla Edimo 43 s 72 (NU20R) | Royaume-Uni - Nell Desir - Lucy Tallon - Kaya Slater - Mabel Akande 43 s 98                   | Pologne - Małgorzata Pojęta - Wiktoria Gajosz - Oliwia Kasprzak - Jagoda Żukowska 44 s 07 (NU20R) |
| 4 × 400 m                           | France - Victoria Kwarteng - Noam Tanon - Romane Trinquant - Méta Tumba 3 min 33 s 56                    | Allemagne - Luna Fischer - Pauline Richter - Katharina Rupp - Jana Marie Becker 3 min 34 s 35 | Italie - Francesca Meletto - Laura Frattaroli - Alice Caglio - Giulia Macchi 3 min 34 s 65        |
| 10 000 m marche                     | Sofia Santacreu 43 min 47 s 89 (NU20R)                                                                   | Serena Di Fabio 43 min 56 s 25 (NU20R)                                                        | Aldara Meilán 44 min 15 s 89 (PB)                                                                 |
| Saut en hauteur                     | Lilianna Bátori 1,89 m                                                                                   | Ella Mikkola 1,89 m                                                                           | Ona Bonet 1,86 m                                                                                  |
| Saut à la perche                    | Elise de Jong 4,50 m (=PB)                                                                               | Marijn Kieft 4,40 m                                                                           | Apolena Švábíková 4,35 m (PB)                                                                     |
| Saut en longueur                    | Bori Rózsahegyi 6,46 m                                                                                   | Thea Brown 6,44 m (PB)                                                                        | Diana Myroshnichenko 6,37 m                                                                       |
| Triple saut                         | Erika Saraceni 14,24 m (CR-NU20R)                                                                        | Daria Vrînceanu 13,75 m (PB)                                                                  | Adriana Krūzmane 13,62 m (=NU20R)                                                                 |
| Lancer du poids                     | María Rafailídou 16,16 m                                                                                 | Anhelina Shepel 15,62 m (PB)                                                                  | Anita Nalesso 15,62 m                                                                             |
| Lancer du disque                    | Andrea Tankeu Djeudji 54,28 m (PB)                                                                       | Curly Brown 54,16 m                                                                           | Anne Juul Jensen 52,63 m                                                                          |
| Lancer du marteau                   | Nova Kienast 67,93 m                                                                                     | Marie Rougetet 67,38 m (PB)                                                                   | Pinja Kärhä 66,07 m                                                                               |
| Lancer du javelot                   | Vita Barbić 55,26 m                                                                                      | Rebecca Nelimarkka 54,43 m                                                                    | Orinta Navikaitė 54,36 m                                                                          |
| Heptathlon                          | Jana Koščak 6 293 pts (=NR)                                                                              | Sarolta Kriszt 6 251 pts (NU20R)                                                              | Enni Virjonen 6 060 pts (PB)                                                                      |

## Tableau des médailles
- Pays organisateur (Finlande)

| Rang | Nation      | Or | Argent | Bronze | Total |
| ---- | ----------- | -- | ------ | ------ | ----- |
| 1    | Italie      | 6  | 3      | 5      | 14    |
| 2    | Royaume-Uni | 5  | 7      | 1      | 13    |
| 3    | Espagne     | 5  | 3      | 6      | 14    |
| 4    | Allemagne   | 3  | 6      | 1      | 10    |
| 5    | France      | 3  | 5      | 0      | 8     |
| 6    | Pays-Bas    | 3  | 3      | 2      | 8     |

## Légende
Records et Performances
- AR : Record continental (area record)
- CR : Record des championnats (championship record)
- MR : Record du meeting (meet record)
- NR : Record national (national record)
- OR : Record olympique (olympic record)
- PR : Record paralympique (paralympic record)
- PB : Record personnel (personal best)
- SB : Meilleure performance personnelle de la saison (season's best)
- WL : Meilleure performance mondiale de l'année (world leader)
- WJR : Record du monde junior (world junior record)
- WR : Record du monde (world record)

Circonstances et Conditions
- DNF : N'a pas terminé (did not finish)
- DNS : N'a pas pris le départ (did not start)
- DQ : Disqualification (disqualification)
- NM : Aucun essai valable enregistré (No Mark)
- Q : Qualifié « directement » au prochain tour (ou à la prochaine compétition), lors d'une compétition majeure, grâce au classement ou à la réalisation des minima (automatic qualifier)
- q : Qualifié au prochain tour (ou à la prochaine compétition), lors d'une compétition majeure, grâce au repêchage ou à la réalisation de l'une des meilleures performances parmi celles des « non qualifiés directement » (grâce au meilleur temps ou à la meilleure distance par exemple) (secondary qualifier)